# Luigi Stefani
Luigi Stefani (Pennabilli, 2 febbraio 1928 – Torino, 2 gennaio 2024) è stato un generale italiano, dal 1988 al 1991 Segretario generale della difesa.

## Storia
Nasce a Pennabilli il 2 febbraio del 1928 e si arruola come ufficiale frequentando l'accademia militare di Modena.
Durante la carriera militare ricopre incarichi di rilievo quale comandante di reparti operativi di artiglieria, frequentando altresì il corso di stato maggiore presso la scuola di guerra dell'Esercito e prestando in seguito servizio in vari uffici dello Stato maggiore dell'Esercito italiano, portando ad importanti risultati a livello organizzativo, nonché come comandante della Regione Militare Centrale.
Nel 1988 viene nominato Segretario generale della difesa rimanendo in carica sino al 1991. Terminata la carriera militare mantiene sempre un forte legame con la Forza Armata anche attraverso delle associazioni.
Muore a Torino il 2 gennaio 2024 all'età di 95 anni, venendo ricordato dalla sua città natale per i risultati ottenuti.